# Mista
Miguel Ángel Ferrer Martínez, ismertebb nevén Mista (Caravaca de la Cruz, 1978. november 12. –) spanyol labdarúgó, edző. Korábban többek között a Valencia CF és az Atlético Madrid tagja volt.

## Karrierje
Mista Rafa Benítez edzősködése idején kezdett el játszani a Real Madrid különböző tartalékcsapataiban (C és Castilla), ám végül az első csapatban sohasem mutatkozhatott be.
A Real tartalékcsapatai után Tenerifén játszott, előbb kölcsönben, majd a kanári-szigeteki kiscsapat végleg meg is vette. Itt Curro Torresszel és Luis Garcíával elévülhetetlen érdemeket szereztek a feljutásban.
A feljutás kivívása után rögtön leszerződtette a Valencia, amelynél öt évet töltött. A csapattal két bajnoki címet, valamint UEFA- és európai szuperkupa-győzelmet is szerzett.
2006-ban az Atlético Madrid játékosa lett. Bár első szezonjában stabil kezdő volt, a következő idényben szinte egyáltalán nem játszott.
2008 óta a Deportivo játékosa.
2020. február 11-én jelentették be, hogy a kanadai Atlético Ottawa első edzőjének nevezték a Kanadai Premier League-ben.

## Sikerei, díjai
- Valencia
  - La Liga: 2001–02, 2003–04
  - UEFA-kupa: 2003–04
  - UEFA-szuperkupa: 2004

- Atlético Madrid
  - Intertotó-kupa: 2007

- Deportivo La Coruña
  - Intertotó-kupa: 2008

- Toronto
  - Kanadai Kupa: 2010